# Cascades Female Factory
La Cascades Female Factory est une ancienne usine pénitentiaire pour les femmes détenues dans la colonie pénitentiaire de la Terre de Van Diemen (renommée Tasmanie). Située à Hobart et opérationnelle entre 1828 et 1856, l'usine est devenue au XXIe siècle l'un des onze sites de bagnes australiens inscrits sur la Liste du patrimoine mondial de l'UNESCO.
Les sites de bagnes australiens représentent un exemple exceptionnel de migration forcée de personnes détenues et de l'évolution des systèmes de punition et de redressement moral et éducatif. En ce qui concerne le traitement réservé aux femmes condamnées, la Cascades Female Factory démontre comment le transport pénitentiaire a été utilisé pour étendre les sphères d'influence de la Grande-Bretagne, ainsi que pour punir et rééduquer les femmes détenues.
Devenu un musée et une attraction touristique, le site est géré par la Port Arthur Historic Site Management Authority. Le site historique de la Cascades Female Factory se compose de trois des cinq chantiers d'origine.

## Histoire de l'usine pénitentiaire
Avant la construction du site, certaines salles de la prison de Macquarie Street sont utilisées temporairement pour l'accueil et le travail des femmes à Hobart au milieu des années 1820. La Cascades Female Factory est construite en 1828 et fonctionne comme établissement pénitentiaire jusqu'en 1856. L’objectif est de soustraire les femmes détenues aux influences négatives et aux tentations de Hobart, et également de protéger la société de ce qui est considéré comme leur immoralité et leur influence corruptrice. L'usine est située dans une zone de marécages humides et largement surpeuplée. Les mauvaises conditions sanitaires, la nourriture et les vêtements inadéquats ont pour conséquences un taux de maladie et de mortalité élevé.
La Cascades Female Factory est la seule usine féminine restante dont les vestiges donnent une idée de ce à quoi ressemblaient les usines pénitentiaires pour femmes. Elle est inscrite sur la liste du patrimoine national australien. Elle est également inscrite sur la liste du patrimoine mondial en juillet 2010, avec dix autres sites pénitentiaires australiens.

## Développement du Centre d'histoire et d'interprétation
Un concours de conception pour un nouveau centre d'histoire et d'interprétation[incompréhensible] est remporté par une équipe internationale composée du cabinet tasmanien Liminal Studio, du cabinet international Snøhetta et du cabinet d'architecture paysagère de Melbourne Rush Wright Associates en 2018. En 2020, le gouvernement de l'État engage trois millions de dollars pour le nouveau centre d'accueil et d'interprétation afin d'améliorer l'expérience et d'augmenter la fréquentation. Le gouvernement fédéral fournit les deux millions de dollars restants.
Le site historique de la Cascades Female Factory est réouvert en mars 2022 avec le lancement du nouveau centre d'histoire et d'interprétation. Madeleine Ogilvie (en), députée, et Quentin Bryce prononcent des discours liminaires.

## Galerie

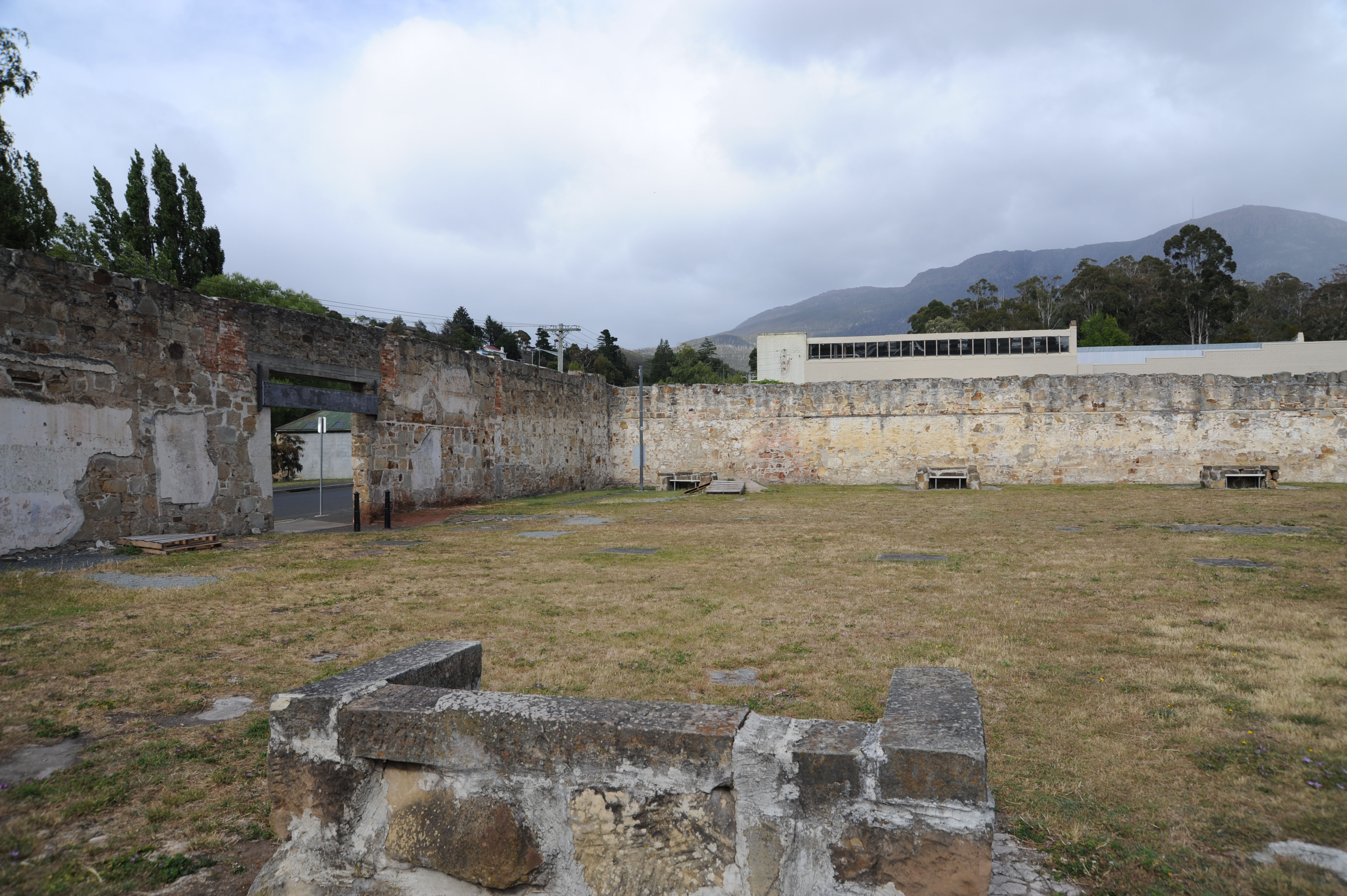
Vestiges d'une des cours (2009).
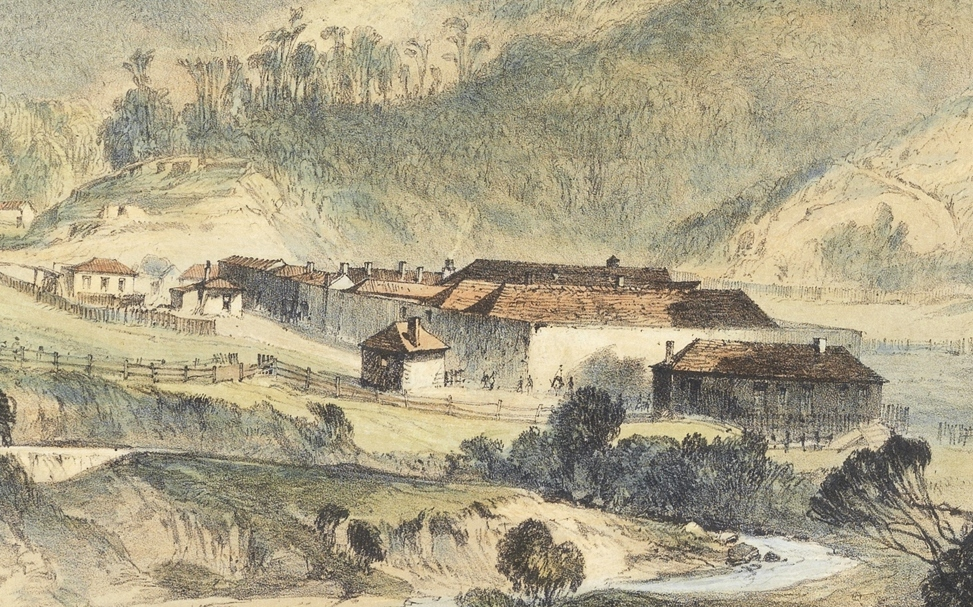
Peinture de l'usine de femmes Cascades en 1844 par John Skinner Prout.
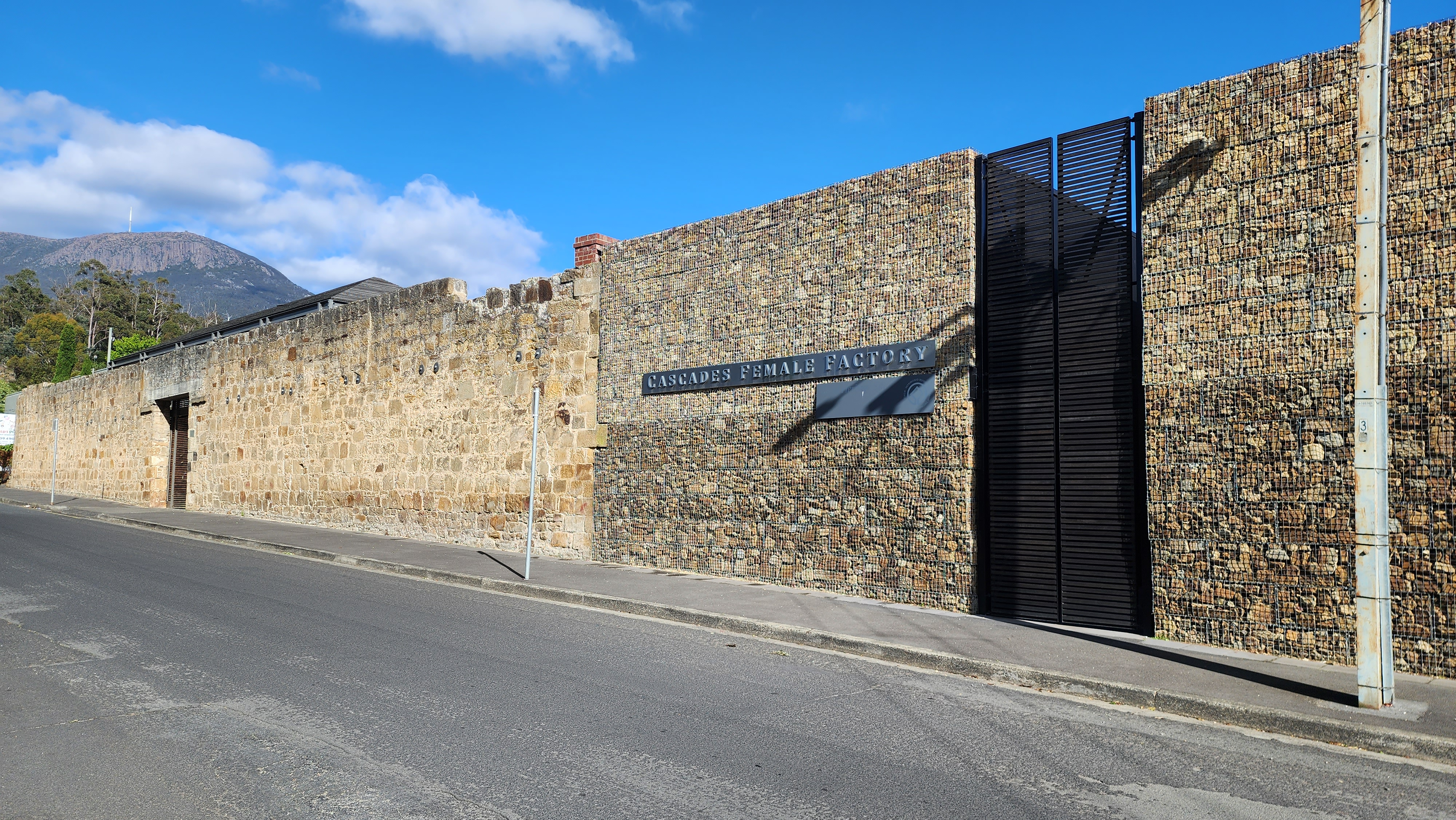
Vue de la rue.
Entrée.
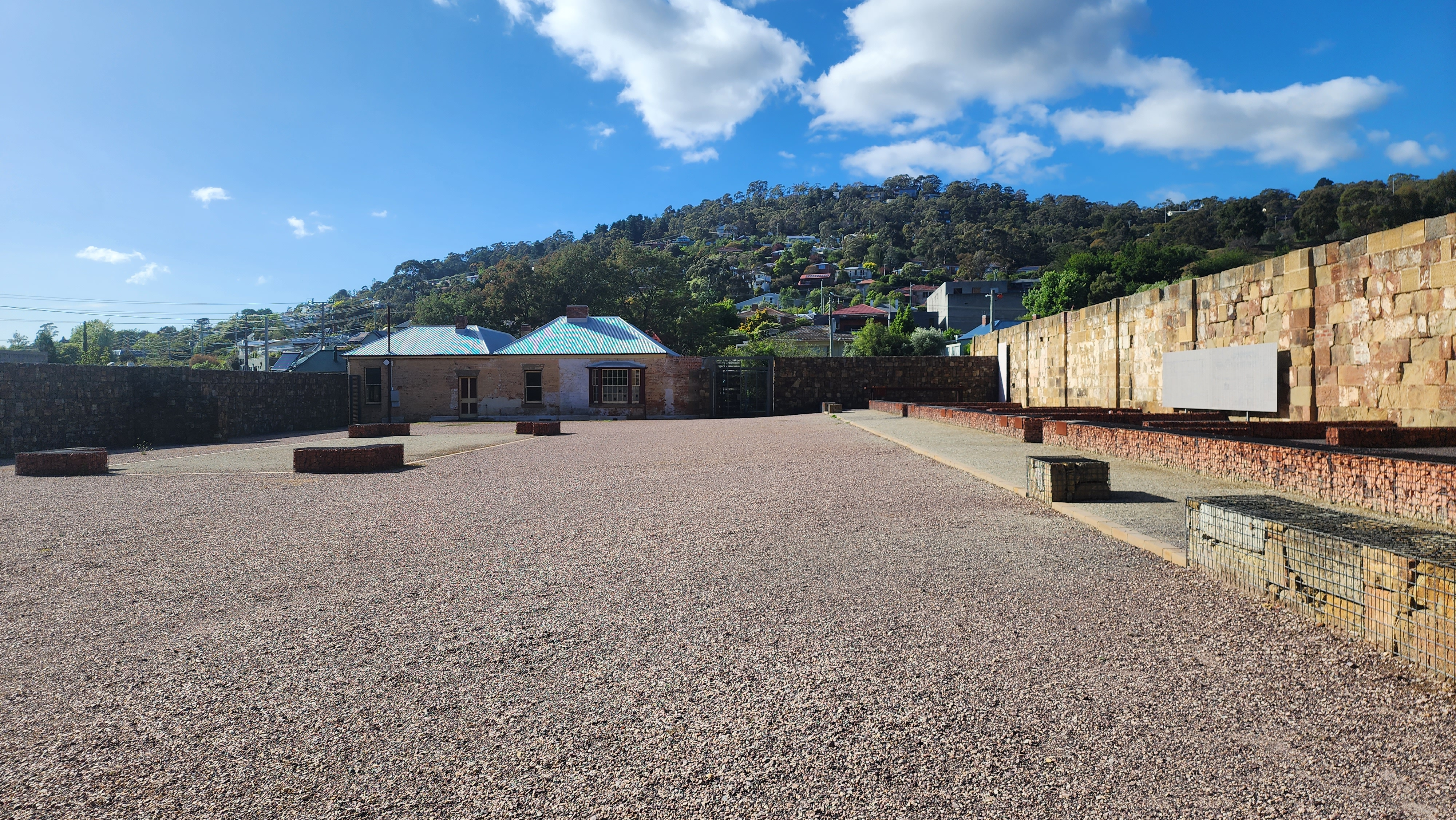
Cour.
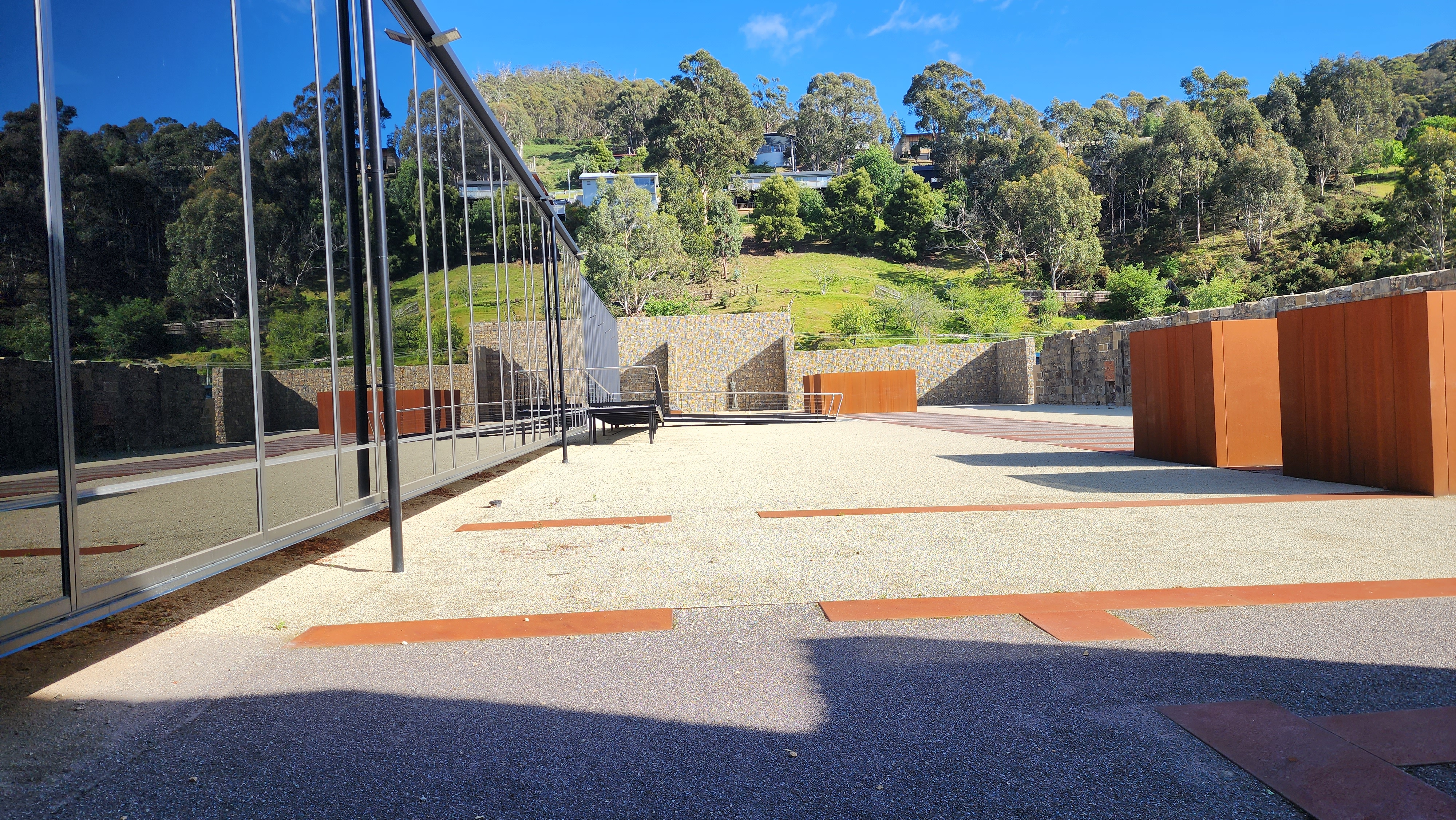
Cour intermédiaire.
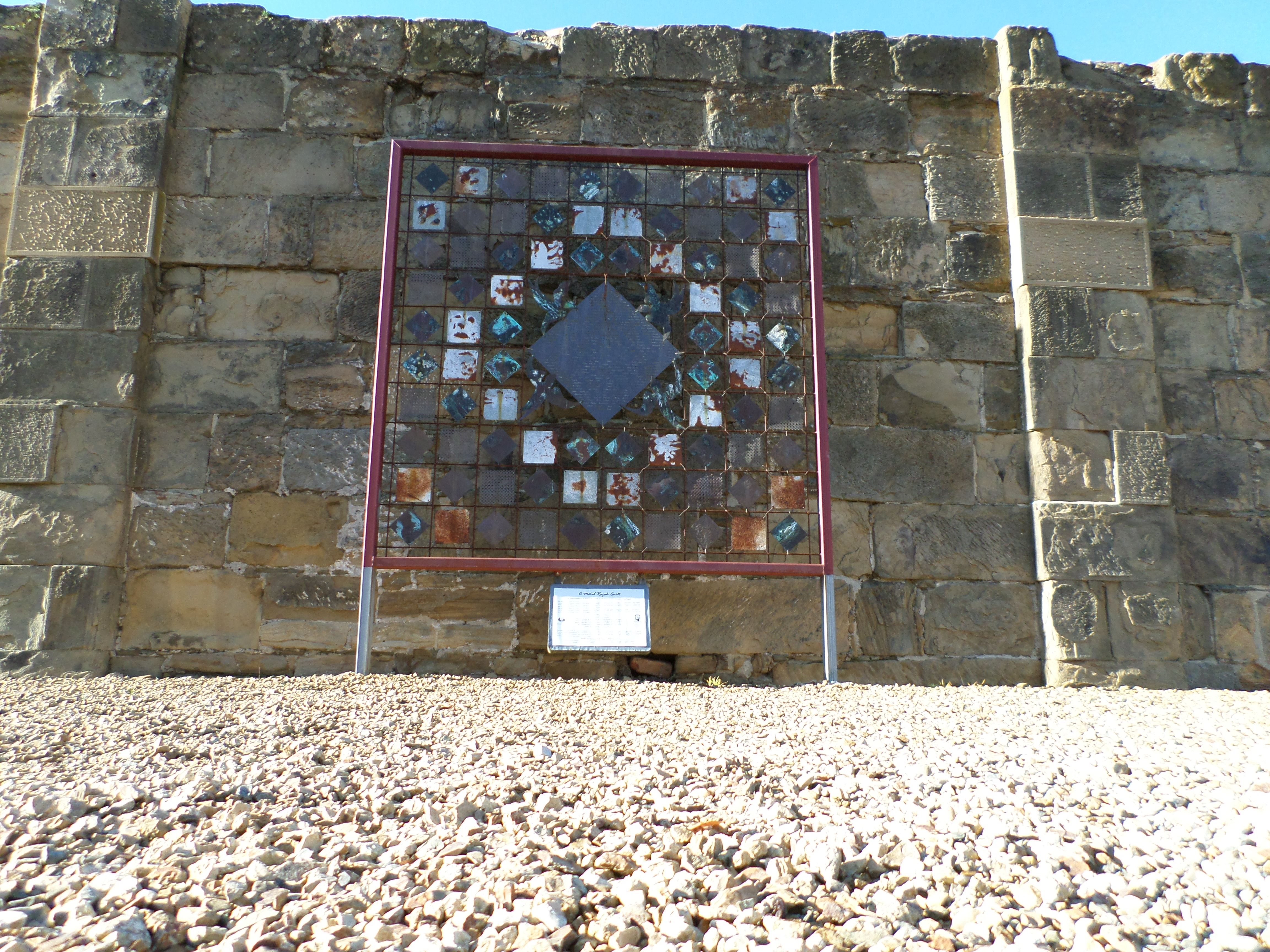
Courtepointe réalisée par les femmes sur le navire de transport de prisonniers Rajah.
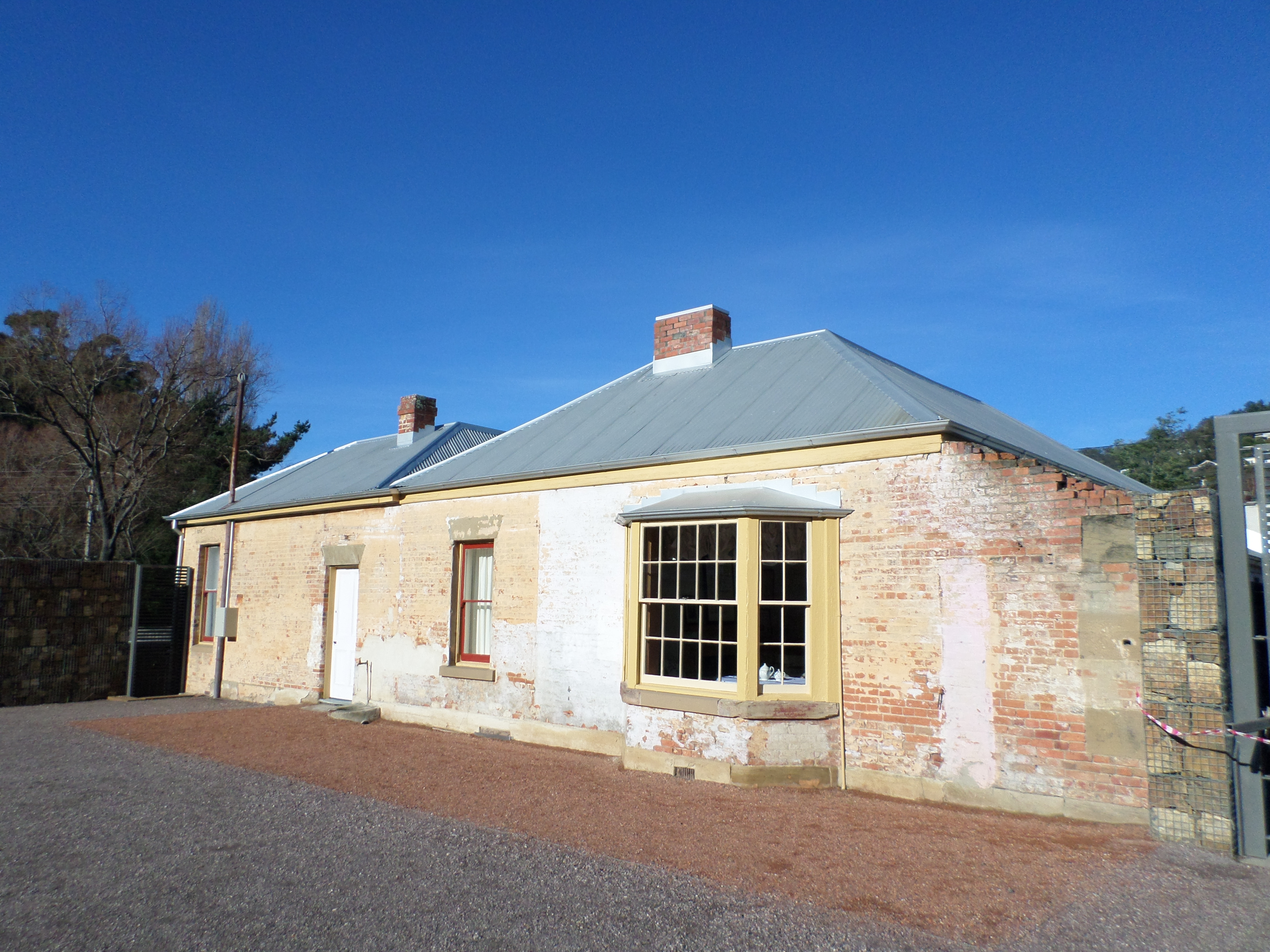
Chalet dans la cour 4.
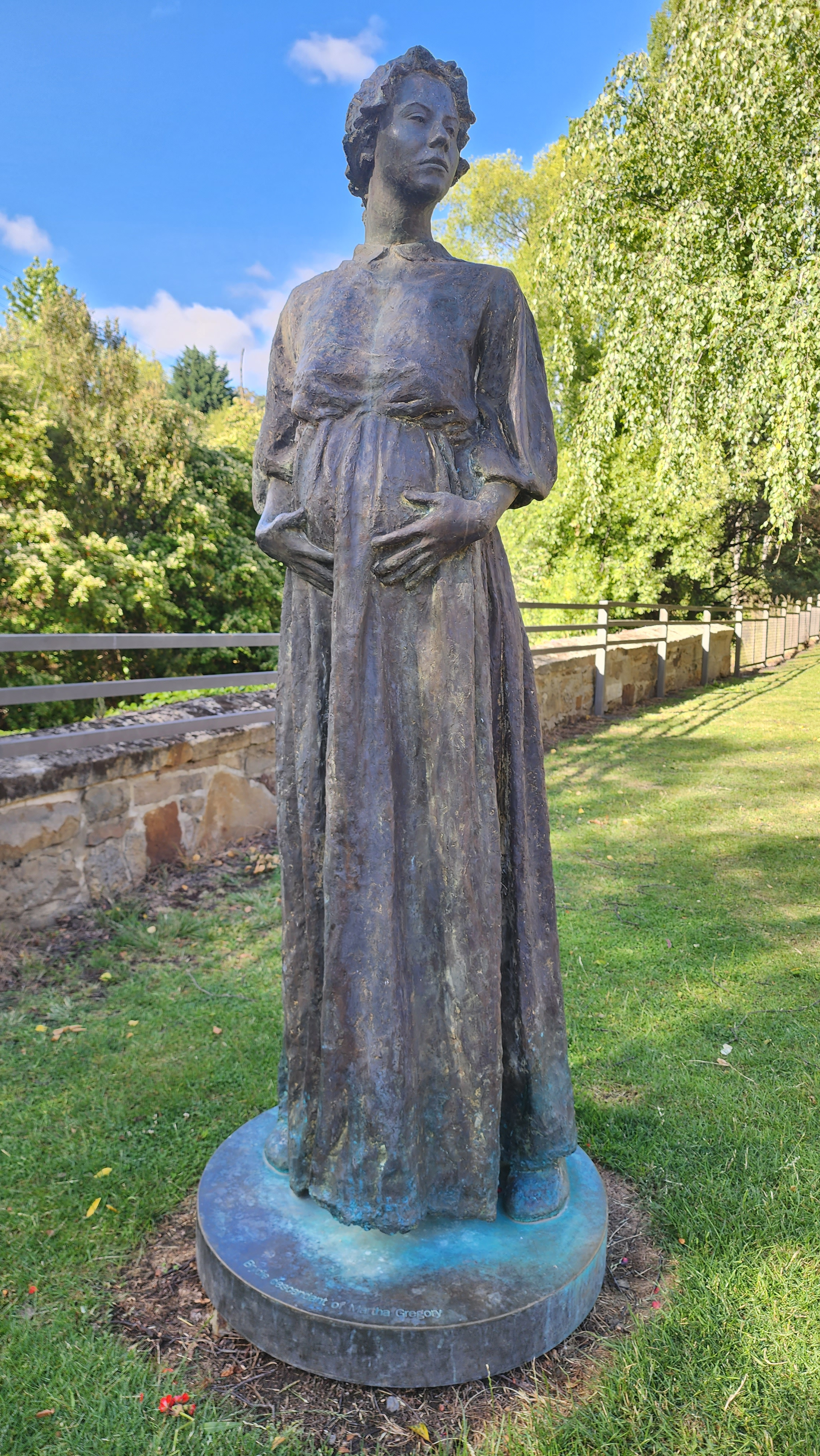
Statue From the Shadows devant l'usine.